# リチャード・イワイ
リチャード・イワイ（Richard Iwai、1979年3月15日 - ）は、バヌアツのサッカー選手。ポジションはフォワード。
2000年よりバヌアツ国内のサッカークラブタフェアFCに入団。その後の2003年にフィジーのスバFCへと移籍し、同シーズン中にオーストラリアのミッチェルトンSCへと移籍した。再びタフェアFC、ミッチェルトンSCに所属、現在はタフェアFCに所属している。
2000年よりバヌアツ代表に選ばれており、ワールドカップ予選などで試合に出場している。